# Bleptina confusalis
Bleptina confusalis är en fjärilsart som beskrevs av Achille Guenée 1854. Bleptina confusalis ingår i släktet Bleptina och familjen nattflyn. Inga underarter finns listade i Catalogue of Life.